# Vũ Thị Anh Thư
Vũ Thị Anh Thư (sinh 2001) là một nữ vận động viên cầu lông Việt Nam.

## Quá trình thi đấu
Năm 10 tuổi, Anh Thư bắt đầu tập cầu lông nghiệp dư. Năm sau, cô được gọi vào đội tuyển của tỉnh tham dự Giải cầu lông thiếu niên toàn quốc và bất ngờ đoạt huy chương. Nhờ đó, Anh Thư được huấn luyện viên Nguyễn Thế Huy của tuyển Thành phố Hồ Chí Minh để ý và chiêu mộ về đội.
Năm 2020, tại Giải Vô địch cầu lông cá nhân Thành phố Hồ Chí Minh, Anh Thư gây bất ngờ khi đánh bại đàn chị Vũ Thị Trang ở trận Chung kết.
Năm 2022, Anh Thư giành chiến thắng ở Chung kết Giải cầu lông Croatia mở rộng và giải Future Series Nouvelle-Aquitaine.

## Danh hiệu
- Giải cầu lông Croatia mở rộng 2022: Vô địch.
- Future Series Nouvelle-Aquitaine 2022: Vô địch.

## Đời tư
Thần tượng của cô là Lin Dan.